# معهاد (روستا)
 مهعاد  (در عربی:  المعهاد )
نام روستایی است در دهستان القفاعة از توابع استان تَعِز در کشور یمن در شبه جزیره عربستان.

## جمعیت
جمعیت آن (۷۰ ) نفر (۸ خانوار) می‌باشد.